# Ormosia geniculata
Ormosia geniculata är en tvåvingeart som först beskrevs av Enrico Adelelmo Brunetti 1912.  Ormosia geniculata ingår i släktet Ormosia och familjen småharkrankar. Inga underarter finns listade i Catalogue of Life.